# Кубанский (Тимашёвский район)
Куба́нский — хутор в Тимашёвском районе Краснодарского края России.
Входит в состав Роговского сельского поселения.

## История
В 1958 году указом Президиума Верховного Совета РСФСР хутор имени Ворошилова переименован в Кубанский.

## Население
| 2002 | 2010 |
| ---- | ---- |
| 13   | ↘12  |

## Улицы
На хуторе имеется одна улица — Широкая.